# Gökhan Değirmenci
Gökhan Değirmenci (sinh 21 tháng 3 năm 1989 ở Karşıyaka, İzmir, Thổ Nhĩ Kỳ) là một cầu thủ bóng đá Thổ Nhĩ Kỳ thi đấu ở vị trí thủ môn cho Boluspor.
Anh cũng là cầu thủ trẻ quốc gia, thi đấu cho các đội tuyển U-18, U-19, và U-21.